# Кокс, Тенч
Тенч Кокс (англ. Tench Coxe; 22 мая 1755, Филадельфия, Пенсильвания — 17 июля 1824, Филадельфия, Пенсильвания) — американский политический экономист и депутат от Пенсильвании на Континентальном конгрессе в 1778—1789 гг.

## Биография
Кокс родился в Филадельфии, в британской провинции Пенсильвания, 22 мая 1755 года. Его мать была дочерью Тенча Фрэнсиса старшего. Его отец происходил из семьи хорошо известной в американских делах. Его прадедом был губернатор Западного Джерси, доктор Дэниел Кокс.
Тенч получил образование в школах Филадельфии и намеревался изучать юриспруденцию, но его отец решил сделать из него торговца, и он был помещен в контору Coxe & Furman, став партнером в возрасте двадцати одного года.
После прихода к власти патриотов Кокс на несколько месяцев покинул Филадельфию, но вернулся только тогда, когда британский генерал Хау занял город в сентябре 1777 года. Кокс остался в Филадельфии после ухода англичан в 1778 году, и некоторые патриоты обвинили его в симпатиях к роялистам и в том, что он служил (недолго) в британской армии. Торговые успехи Кокса в период британской оккупации оказали значительную поддержку обвинениям, и он был арестован; хотя из этих обвинений ничего не вышло, и он был помилован. В отчётах Пенсильванского ополчения за 1780, 1787 и 1788 годы Кокс числился рядовым ополчения. Кокс писал об ополчении,
Кто такие ополченцы? Разве не мы сами? Значит, есть опасения, что мы повернём наши руки каждый против своей собственной груди. Конгресс не имеет права разоружать ополчение. Их шпаги и любое другое ужасное оружие военного являются неотъемлемым правом американца… Неограниченная власть шпаги не принадлежит федеральному правительству или правительству штатов, но, слава Богу, она всегда останется в руках людей.
Кокс стал вигом и начал долгую политическую карьеру. В 1786 году он был направлен на Конвент в Аннаполисе, а в 1788 году — в Континентальный конгресс. В сентябре 1787 года Кокс написал три статьи, опубликованные в «Независимой газете»  под псевдонимом «Американский гражданин», в которых рассматривалась недавно принятая Конституция США, в основном институт президентства и двухпалатный Конгресс. 
Затем Кокс стал федералистом. В 1791 году, будучи сторонником индустриализации в первые годы существования Соединенных Штатов, Кокс в соавторстве с Александром Гамильтоном участвовал в написании «Отчёта о мануфактурах», в котором содержится большая часть статистических данных. Он был назначен помощником министра финансов 11 сентября 1789 года, когда Гамильтон был министром финансов. Кокс также возглавлял группу под названием Manufacturing Society of Philadelphia. Он был назначен налоговым комиссаром президентом Джорджем Вашингтоном 30 июня 1792 года и занимал эту должность до тех пор, пока президент Джон Адамс не уволил его. В 1796 году он был избран членом Американского философского общества.
Затем Кокс перешел на сторону демократов-республиканцев и в ходе опроса 1800 года опубликовал знаменитое письмо Адамса к нему относительно Пинкни. За это федералисты осудили его как ренегата, консерватора и британского агента, а президент Томас Джефферсон наградил его назначением поставщиком общественных товаров: он служил с 1803 по 1812 год.
В 1804 году Кокс организовал и возглавил группу в Филадельфии, выступавшую против избрания в конгресс Майкла Лейба, и это снова привлекло к нему внимание общественности. Хотя он был демократом-республиканцем, он в течение трех месяцев ежедневно подвергался насилию со стороны Авроры. Его называли тори, федеральной крысой и британским агентом. 
Кокс был писателем на политические и экономические темы и сторонником введения тарифов для защиты растущей промышленности новой страны. Он также писал о военно-морской мощи, о поощрении ремесел и мануфактур, о стоимости, торговле и производстве хлопка, о законе о навигации и об искусстве и мануфактурах в Соединенных Штатах. Он действительно заслуживает того, чтобы его называли отцом американской хлопковой промышленности. Он был первым, кто попытался привезти в Соединенные Штаты машину Аркрайта, первым, кто призвал американских южан выращивать хлопок. Кокс также приобрёл обширные площади пенсильванских лесных и угольных угодий. Эти инвестиции в земли, хотя и не получили большого развития при жизни Тенча Кокса, стали основой богатства для его потомков.
Кокс умер 17 июля 1824 года в Филадельфии, где он похоронен на кладбище Крайст-Черч. Его внук полковник Фрэнк Кокс построил отель Battery Park в Эшвилле, Северная Каролина и купил плантацию Грин-Ривер в округе Полк, Северная Каролина. Его внук, Экли Кокс, основал подготовительную школу MMI во пенсильванском Фриленде.

### Статьи
- Jacob E. Cooke. Tench Coxe, Alexander Hamilton, and the Encouragement of American Manufactures (англ.) // The William and Mary Quarterly. — 1975. — Vol. 32, iss. 3. — P. 369–92.